# Gustaf Grönberger
Gustaf Grönberger (ur. 12 czerwca 1882 w Sztokholmie, zm. 28 sierpnia 1972 tamże) – szwedzki sportowiec. Wystąpił na Olimpiadzie Letniej 1906 w Atenach, zorganizowanej z okazji dziesięciolecia nowożytnych igrzysk. Wystąpił w szwedzkiej reprezentacji podczas zawodów przeciągania liny. W pierwszej rundzie przegrali oni z klubem Omas Helliniki, jednak w meczu o trzecie miejsce jego drużyna zdobyła brązowy medal z wynikiem 2:0.